# Ралі (фільм)
«Ралі» — радянський художній фільм режисера Алоїза Бренча. Знятий на Ризькій кіностудії у 1978 році.

## Сюжет
У 1944 році з Художнього музею в Ризі, під час відступу гітлерівських військ, була викрадена картина «Рафаель і Форнарина» французького художника XIX століття Жана Огюста Домініка Енгра. Пошуки, вжиті після війни, результату не дали і картина до сьогоднішнього дня вважається втраченою. Цю картину виявили в дверцятах свого автомобіля гонщики, які брали участь в міжнародному ралі СРСР-Польща-НДР. Вони здогадалися, що якісь злочинці намагаються таким чином переправити картину за кордон, але не стали говорити керівництву команди про знахідку, побоюючись відсторонення екіпажу від гонки на час розслідування. За діями спортсменів стежить міліція, підозрюючи їх у причетності до викрадення, і контрабандисти, що чекають слушної нагоди забрати полотно. Самостійність гонщиків ледь не призводить до їх загибелі. Посередник, зацікавлений в швидкому отриманні грошей, організував аварію, виправивши запис в навігаційному блокноті штурмана. Міліція за допомогою польських і німецьких колег заарештувала злочинців. У тому числі головного організатора — директора антикварного магазину, що видавав добротну копію за знайдене полотно великого майстра.

## У ролях
- Вітаутас Томкус —  Яніс Лієпа, штурман (озвучував Юрій Пузирьов)
- Роландс Загорскіс —  Гунар Грауд, пілот (озвучував  Олексій Сафонов)
- Валентина Титова —  Христина Глушкова, перекладач
- Олександр Вокач —  адміністратор команди, любитель «труїти» анекдоти
- Паул Буткевич —  англійська гонщик
- Улдіс Думпіс —  Беррат, директор комісійного магазину (озвучував  Юрій Саранцев)
- Едуард Ізотов —  керівник групи російських гонщиків
- Віктор Лоренц —  покупець картини
- Олександр Бєлявський —  людина з мундштуком, посередник (озвучував  Валентин Смирнитський)
- Віктор Плют —  полковник Осіс
- Юріс Камінскіс —  Херберт Рейнхарт, слідчий з НДР (озвучував  Артем Карапетян)
- Лелде Вікмане —  Дора, співробітниця музею
- Інтс Буранс —  поліцейський експерт (озвучував Володимир Смирнов)
- Вітолд Спрукт —  гонщик
- Андріс Калнайс —  гонщик
- Станіслав Арманд —  гонщик
- Ян Блецький —  польський офіцер митниці
- Ліліана Вессере —  співробітниця музею
- Карліс Лоренціс —  епізод
- Херманіс Ваздікс —  Кофт, директор музею (озвучував  Володимир Сошальський)
- Олексій Михайлов —  Петро Матвійович, механік на Бікернієкській трасі (озвучував  Вадим Захарченко)
- Петеріс Васараудзіс —  свідок
- Рута Вітиня —  офіціантка в Берліні
- Мартіньш Вердіньш —  співробітник поліції
- Дайліс Рожлапа —  співробітник ГБ
- Аїда Зара —  працівник пошти в Польщі
- Регіна Разума —  працівник пошти в Польщі
- Вікторс Звайгзне —  свідок аварії
- Гунта Віркава —  співробітниця музею в Берліні

## Знімальна група
- Автор сценарію: Андріс Колбергс
- Режисер-постановник: Алоїз Бренч
- Оператор-постановник: Мікс Звірбуліс
- Композитор: Іварс Вігнерс
- Художник-постановник: Дайліс Рожлапа
- Звукооператор: Віктор Мильніков
- Директор: Марк Цірельсон